# Zelotes monachus
Zelotes monachus este o specie de păianjeni din genul Zelotes, familia Gnaphosidae, descrisă de Chamberlin în anul 1924. Conform Catalogue of Life specia Zelotes monachus nu are subspecii cunoscute.